# Ketevan Arakhamia-Grant
Ketevan Arakhamia-Grant  nascida em 19 de julho de 1968) é uma grande mestre de xadrez escocesa nascida na Geórgia (antiga União Soviética).

## Carreira
Em 1985, ela venceu o Campeonato Mundial Júnior de Xadrez para Meninas, realizado em Dobrna. Logo depois, ela cumpriu os critérios para o título de Mestre Internacional Feminino, sendo concedido em 1986. Ela venceu o Interzonal de Jacarta de 1993 e o Interzonal de Kishinev de 1995,  mas suas performances nos respectivos Torneios de Candidatos descartaram uma oportunidade de jogar pelo título mundial. Ela venceu o Campeonato Soviético Feminino de Xadrez em 1990.
Além das competições do campeonato mundial, em 1990 ela ficou em primeiro lugar no Biel Women's Open e em Genebra (IM), depois venceu a Doeberl Cup em Canberra, Austrália, em 1991,  tornando-se a primeira mulher a fazê-lo.
Na década de 1990, ela participou dos torneios  Veterans vs Ladies, onde derrotou Borislav Ivkov, Vlastimil Hort, Vasily Smyslov e Mark Taimanov. 
Apesar de se mudar para o Reino Unido, Arakhamia continuou a representar a Geórgia por muitos anos, por meio da filiação à sua federação nacional de xadrez. Venceu o Campeonato Feminino da Geórgia em 1983, 1984 e 1990.  Em janeiro de 2008, no entanto, ela mudou seu registro para seu país adotivo. 
Pós-milênio, ela ganhou uma medalha de bronze no Campeonato Europeu Individual Feminino em Varsóvia em 2001. Ela foi campeã escocesa juntamente com Paul Motwani em 2003  (a primeira mulher a realizar o feito)e participou do Campeonato Britânico, levando os títulos de Campeã Feminina de 2003, 2004, 2006 e 2007. 
No Campeonato Europeu de Xadrez Individual Aberto de 2008 em Liverpool, ela dividiu o prêmio feminino de maior pontuação com Jovanka Houska e Yelena Dembo . Na Olimpíada de Dresden, ela jogou pela Escócia na seção aberta e completou sua norma final de GM com a vitória na rodada final. Tendo cumprido adicionalmente o requisito de classificação Elo 2500 na lista da FIDE de janeiro de 2009, ela recebeu o título em março de 2009, aos 41 anos, tornando-se a sexta grande mestre da Escócia. 
Em julho de 2011, ela venceu o Campeonato Escocês, terminando com a pontuação de 7/9. 
Ketevan jogou um total de 11 Olimpíadas de Xadrez, tanto na seção aberta, quanto na seção feminina. Sua estreia ocorreu na Olimpíada de Xadrez em Novi Sad em 1990, representando a equipe feminina da URSS como primeira reserva e registrando uma pontuação perfeita de 12/12. Com as equipes femininas soviéticas e depois georgianas, ela ganhou nove medalhas olímpicas, incluindo duas medalhas de ouro por equipe e três individuais. Ela ganhou medalhas no Campeonato Europeu de Xadrez por Equipe ; uma medalha de ouro por equipe em Pula em 1997 e medalhas de prata por equipe em 1992 e 2005.

## Jogos de destaque
Hikaru Nakamura vs Ketevan Arakhamia-Grant (Gibraltar Masters) Sicilian Defense: Old Sicilian.